# عبدالرحیم خان‌خانان

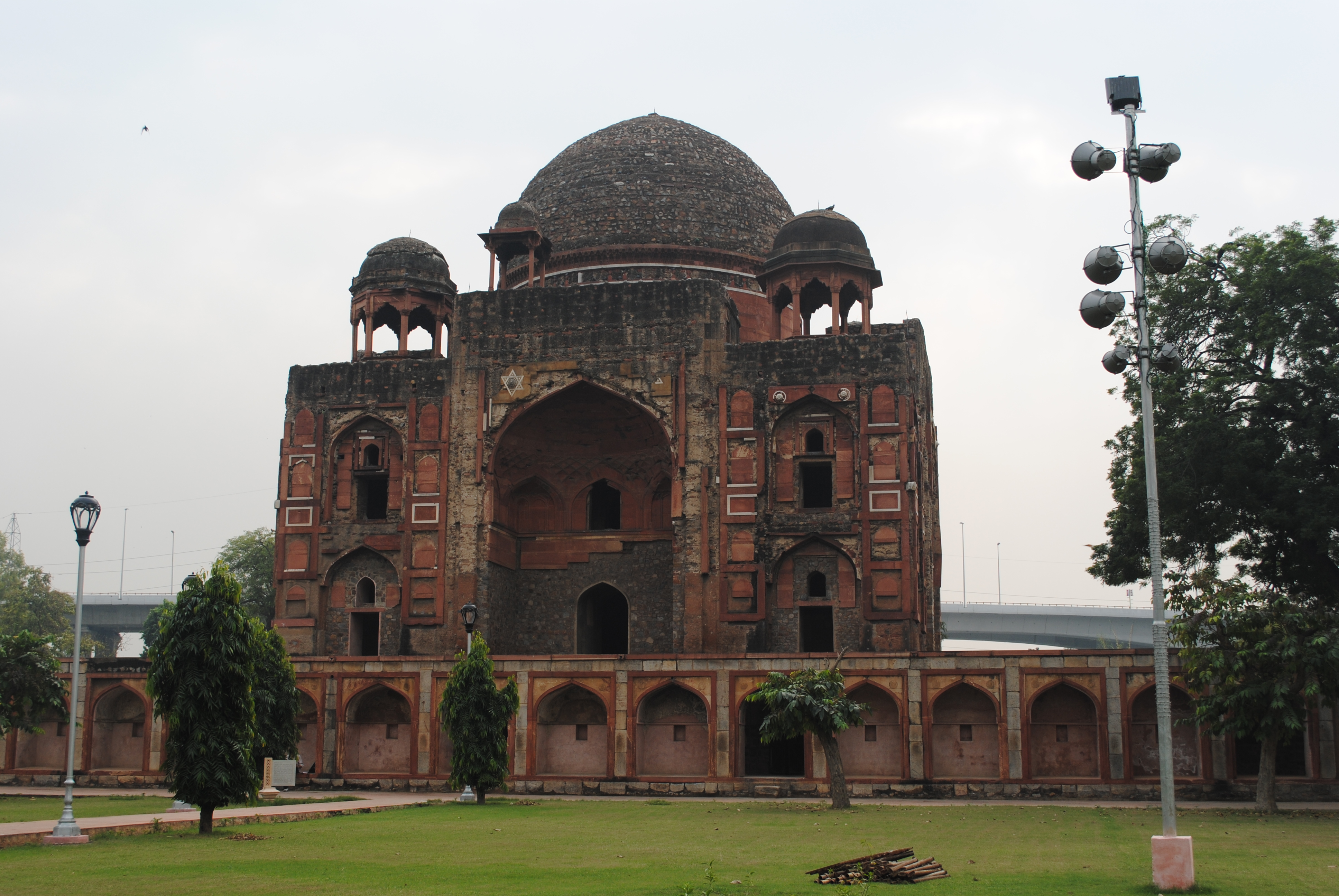
آرامگاه عبدالرحیم خان‌خانان در نزدیکی مجموعه نظام‌الدین اولیاء، دهلی، هندوستان

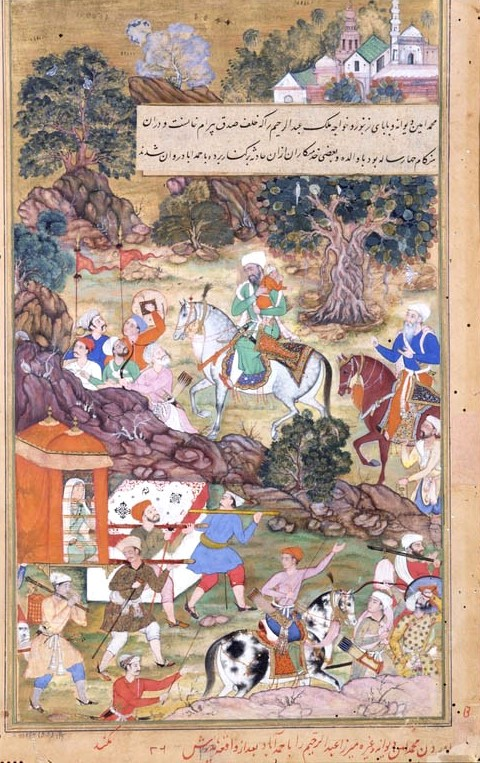
پس از به‌قتل رسیدن بیرام خان به وسیله افغان‌ها بیوه او و فرزندش عبدالرحیم را، که در آن زمان چهارساله بود، نزد اکبرشاه به احمدآباد آوردند، اکبرنامه

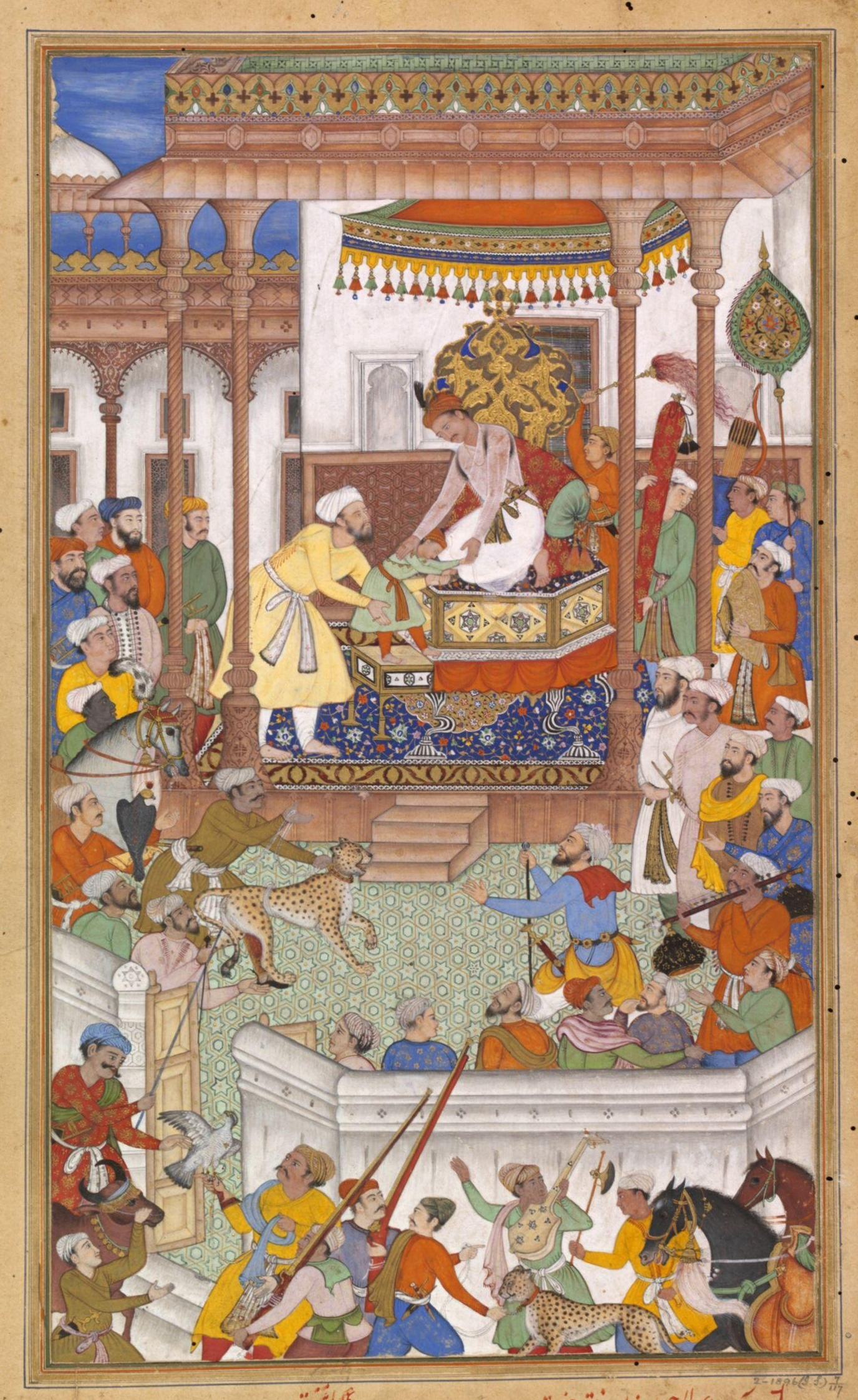
آوردن عبدالرحیم خان‌خانان در کودکی به ملازمت اکبرشاه، اکبرنامه

میرزا عبدالرحیم خان‌خانان (۱۷ دسامبر ۱۵۵۶ - ۱۶۲۷ م /۱۴ صفر ۹۶۴ - ۱۰۳۶ ه‍.ق) (دوناگری:अब्दुल रहीम खान-ए-खाना) پسر محمد بیرام‌خان خان‌خانان و از وزیران صاحب قدرت و هنرپرور و از شاعران دربار گورکانیان هند در زمان جلال‌الدین اکبرشاه و جهانگیر شاه بود. او در روند مهاجرت هنرمندان ایرانی به هند مؤثر بود.
شهرت او بیشتر برای سرایش دوبیتیهای زیبای هندی و کتاب‌هایی در زمینه علم هیئت است. و معروفیت وی در ایران بیشتر از آن بابت است که او از بزرگ‌ترین حامیان و تشویق‌کنندگان هنرمندان ایرانی و شاعران پارسی‌گوی در سرزمین هندوستان به‌شمار می‌رفت. همچنین عبدالرحیم خان‌خانان یکی از ناواراتان یا «نه وزیر اصلی» دربار اکبر و ناپسری او بود. روستای خان‌خانان در منطقه نوانشهر پنجاب در شمال هند توسط او بنیان گذاشته شد و پس از او به این نام خوانده شد.

## زندگی
عبدالرحیم در چهاردهم صفر سال ۹۶۴ ه‍.ق در لاهور متولد شد. پدر او محمد بیرام اهل بدخشان و از اویماق بهارلوی ترکمان، ملقب به «خان خانان»، پیشکار و قیم مورد اعتماد اکبر شاه بود. زمانی که همایون پدر اکبر و دومین پادشاه گورکانی، از تبعید پانزده ساله خود در ایران فاتحانه به هند بازگشت بیرام خان در رکاب او بود. همایون که در یافته بود بدون حمایت خان‌ها امپراتوری گورکانی را نمی‌تواند ترمیم کند با دختر بزرگ جمال خان از مخالفین پدرش بابر ازدواج کرد و بیرام خان نیز دختر کوچک همان خاندان را گرفت. پس از آنکه بیرام خان‌خانان ناجوانمردانه در پاتان گجرات توسط افغان‌ها به‌قتل رسید همسرش و فرزندش عبدالرحیم که در آن زمان چهارساله بود را به احمدآباد و از آنجا به دهلی آوردند و به دربار اکبر سپردند. اکبر شاه، با همسر بیرام خان ازدواج کرد و ناپسری خود عبدالرحیم را تحت حمایت و تربیت خود درآورد.
پس از رسیدن به سن رشد اکبرشاه به او خطاب میرزا خان عطا کرد. سپس عبدالرحیم با «ماه‌بانو» خواهر میرزا عزیز کوکه پسر اتگه خان از بزرگان دودمان گورکانی ازدواج کرد. میرزا عبدالرحیم خان‌خانان از آن پس به‌سرعت مدارج مختلف ترقی را طی کرد و یکی از نه وزیر اصلی دربار اکبر بزرگ‌ترین امپراتور گورکانی هند شد. نه تن در دیوان اکبر شاه رجال ممتاز تلقی می‌شدند که به‌زبان محلی شبه قاره آن‌ها را «نورتن» یا ناواراتان گفته‌اند و عبدالرحیم خان‌خانان یکی از آن‌ها بوده است. او مدتی انتظام مناطق دکن را برعهده داشت.
اگر چه عبدالرحیم مسلمان زاده شد اما یکی از شیفتگان کریشنا از خدایگان هندوها بود و اشعاری را نیز برای او سروده است. او همچنین به اخترشناسی مشتاق بود و نویسنده دو اثر مهم در طالع بینی است به‌نام‌های «خت کتوکام» (Khet Kautukam) و «دواویشد یوگاوالی» (Dwawishd Yogavali) که هنوز هم از محبوبیت نزد عامه مردم هند برخوردارند.
میرزا عبدالرحیم خان‌خانان، پس از درگذشت اکبرشاه مدتی به فرزندش جهانگیر نیز خدمت کرد اما به شکایت اعتماد الدوله اسیر شد و دو پسرش به قتل رسیدند و بدن‌های آنان بر «دروازه خونی» ورودی دیوار گرداگرد شهر بنام دروازه دهلی پوسید و خود خان‌خانان نیز پس از چندی در ۱۰۳۶ ه‍. ق درگذشت.

## هنرپروری
گفته می‌شود عشق به هنر و سخاوت عبدالرحیم خان‌خانان موجب گردید تا شمار زیادی از هنرمندان و شعرای ایرانی جلای وطن کرده و در جستجوی کام و نام راهی هند گردند. «... این سپهسالار بر ذمت همت والا نهمت خود واجب و لازم ساخته‌اند که هر کس از ولایت یا دیگر بلاد ربع مسکون به درگاه ایشان پناه آورد به اندک زمانی کار او را به اعلی مراتب عز و علا رسانند و بلندآوازه گردانند…». در مورد وی که مترجم واقعات بابری به فارسی است گفته شده که «سخا و همت اوضرب المثل هند است…». تا جایی که عبدالباقی نهاوندی وی را تبدیل کنندهٔ هند به ایران می‌نامد. وی در جلد سوم اثر خود این رباعی را در مورد خان‌خان ذکر می‌کند:
| تا دهر شکوه خانخانی دید      |  | بر عهد سکندر و سلیمان خندید    |
| از بس که نهادند به درگاهش رو |  | ایران شد هند و هند ایران گردید |

دربارهٔ او نوشته‌اند که «درِ سرایش بر اصناف فضلا گشاده و همیشه افاضل کرام هم‌صحبتش می‌باشند و مدام فصحای عالی‌مقام در خدمتش به‌سر می‌بردند، تقویت علماء و رواج فصحا در این روزگار از او است و اینکه به زرفانی نام باقی می‌خرد او است…»
تقریباً همه شاعران صاحب‌نام سدهٔ دهم و آغاز سدهٔ یازدهم که به هند رفته‌اند به نوعی از بخشش‌ها و حمایت خان‌خانان برخوردار بوده‌اند؛ از جمله شاعرانی چون: رسمی قلندر، نظیری نیشابوری، شکیبی اصفهانی، عرفی شیرازی، حیاتی گیلانی، نَوعی خَبوشانی، میرحسن کفری تربتی، ملک قمی، ظهوری ترشیزی، کامل جهرمی، ثنایی مشهدی، حکیم فغفور لاهیجانی و بسیاری دیگر. نوعی خبوشانی ساقی‌نامهای دارد که متجاوز از چهارصد بیت است و در ستایش میرزا عبدالرحیم خانخانان سروده شده و در شمار ساقی‌نامه‌های مشهور آن عهد است.
عبدالرحیم خان‌خانان کتابخانهٔ بزرگی تأسیس کرد و از سراسر جهان اسلام علما، هنرمندان، خوشنویسان و نقاشان را برای همکاری و رونق کتابخانه دعوت نمود، بهبود میرزا خطاط و برادرش میر علی خوشنویس و شجاع شیرازی استاد خط‌ّ ثلث و نسخ، ملا عبدالرحیم هروی ملقّب به عنبرین قلم و محمد حسین خطاط هر کدام مدتی در این کتابخانه به خوشنویسی و بازنویسی نسخ خطی پرداختند. از میان استادان مصوّر و شبیه‌ساز دو برادر به‌نامهای میان ندیم و میان فهیم نیز حضور داشتند که بیشتر کتاب‌ها بوسیله این دو تن تزیین می‌شد. در جلدسازی محمد امین خراسانی عنوان سرپرست را داشت و گروهی با وی همکاری می‌کردند. محمد امین از مشهد به هند مهاجرت کرده و مدت‌ها در خدمت کتابخانه بود و ماهانه برای وی ۴۰۰ روپیه حقوق معین شده بود.
عبدالرحیم خان‌خانان همچنین حامی خوبی برای احداث بناهای معماری بود. ازجمله او چندین بنای مهم را در شهر برهانپور در ایالت مادیا پرادش هند بنا کرد.
سیداحمد رامپوری در کتاب «مرقع خوشنویسان هند و ایران» او را در شمار خوشنویسان خط نستعلیق آورده است.

## شاعری
عبدالرحیم خان‌خانان خود نیز شاعر بود و به عربی، فارسی، ترکی، سانسکریت و هندی شعر می‌سرود. او در شعر «رحیم» و «رحیمی» تخلص می‌کرد.
این اشعار از او است:
| شمار شوق ندانسته‌ام که تا چندست     |  | جز اینقدر که دلم سخت آرزومندست     |
| به کیش صدق و صفا حرف بیگانه است    |  | نگاه اهل محبت تمام سوگندست         |
| نه دام دانم و نه دانه، اینقدر دانم |  | که پای تا به سرم هرچه هست در بندست |
| خیال آفت جان گشت و خواب دشمن چشم   |  | بلای نیم شبست این نه عهد و پیوندست |
| مرا فروخت محبت ولی ندانستم         |  | که مشتری چه کسست و بهای من چندست   |
| ادای حق محبت عنایتی‌ست زدوست        |  | وگرنه خاطر عاشق به هیچ خرسندست     |
| به دوستی که به‌جز دوستی نمی‌دانم     |  | خدای داند و آنکو مرا خداوندست      |
| از آن خوشم به سخن‌های دلکش تو رحیم  |  | که اندکی باداهای عشق مانندست       |

| چه حالتست ندانم جمال سلمی را    |  | که بیش دیدنش افزون کند تمنی را |
| رسید و مضطربم کرد و آنقدر ننشست |  | که آشنای دل خود کنم تسلی را    |

| در راه وفا نیازمندی چه خوشست |  | دل سوختگی و دردمندی چه خوشست    |
| زلف تو که دل شکاری لاغر اوست |  | از دل صیدی از او کمندی چه خوشست |

## آثار مهم
افزون بر اشعار مختلف، اثر معروف او ترجمهٔ توزک بابری از ترکی جغتایی به فارسی است که پس از برگردان به‌نام «واقعات بابری» یا «بابرنامه» شناخته شد. برگردان این اثر در سال ۹۹۷ ه‍.ق به اتمام رسید و از نظر جلال‌الدین اکبرشاه گذشت که مورد تحسین فراوان واقع شد. همچنین دو اثر معروف در هیئت و طالع بینی به‌نام‌های «خت کتوکام» (Khet Kautukam) و «دواویشد یوگاوالی» (Dwawishd Yogavali) از او باقی است.

## آرامگاه

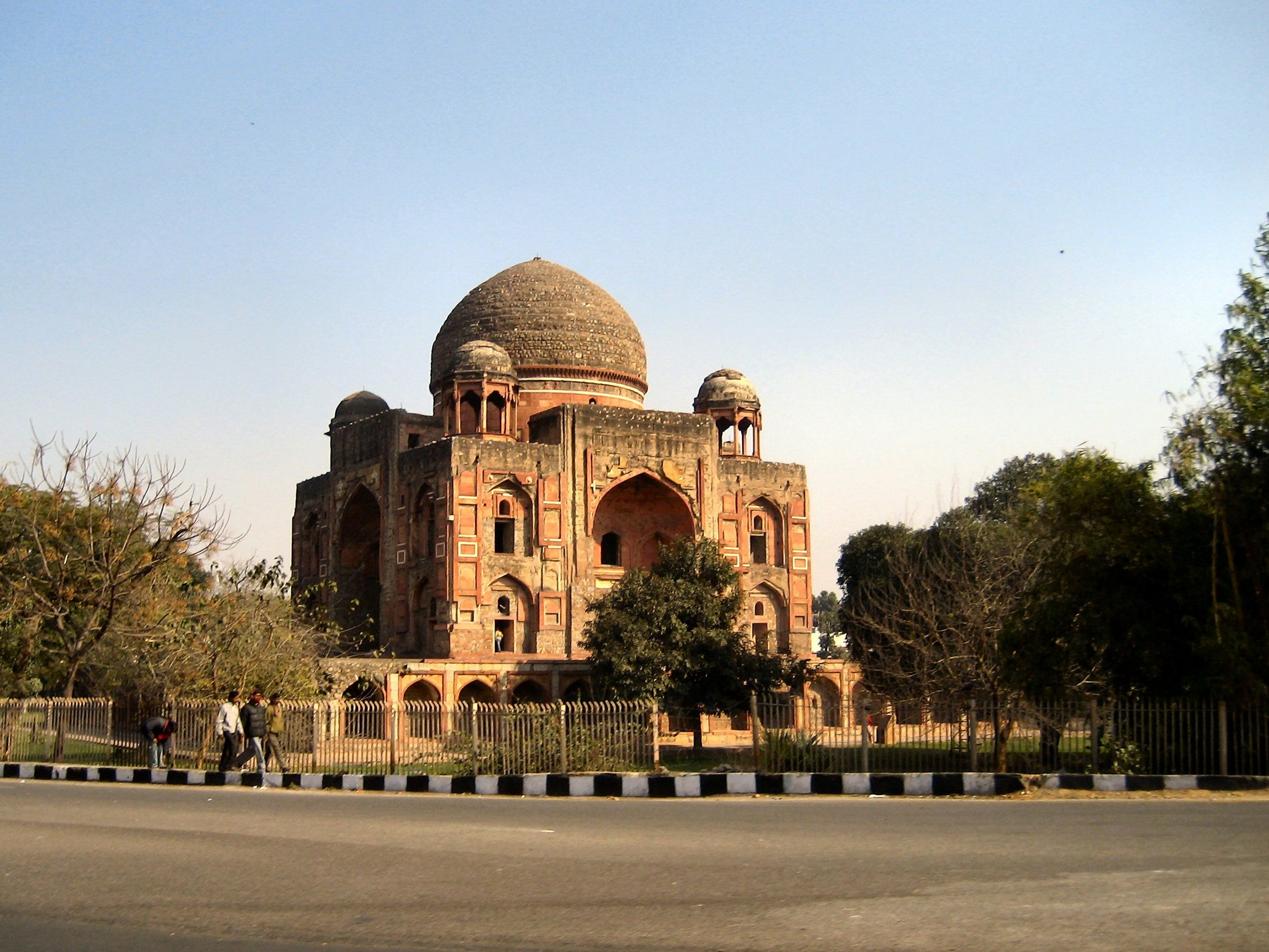
آرامگاه عبدالرحیم خان‌خانان در دهلی که از آرامگاه همایون الهام گرفته شده و در نزدیکی همان بنا نیز قرار دارد.

بنای آرامگاه عبدالرحیم خان خانان توسط او برای همسرش در ۱۵۹۵ م ساخته شد و خود او را در ۱۶۲۷ م در همان‌جا به‌خاک سپردند.
فرم آرامگاه خان‌خانان از آرامگاه همایون مشتق شده است و نمونه‌ای از یک نسخه جمع و جور از نوع آرامگاه‌های «مکعبی» است که در دهلی زیاد استفاده شده است. ازارههای دیوارهای بنا در باغی استوار است که نهرهای آب و استخر آن جایگزین باغ بزرگی است که در مقبره همایون دیده می‌شود. طرح مقبره خان‌خانان بخشی از تجربه‌هایی است که منجر به توسعه طرح و ساخت بنای باشکوه تاج محل شد. نمای ساختمان با سنگ پوشیده شده و گنبد بالای آن از سنگ مرمر است.
در سال‌های ۱۷۵۳ و ۱۷۵۴ از سنگ‌های مرمر و سنگ ماسه این مقبره برای ساختن آرامگاه صفدرجنگ استفاده کردند که آن هم در دهلی نو است. در حال حاضر برخی از سنگ‌ها افتاده‌اند و بنا وضعیت چندان مطلوبی ندارد.
آرامگاه عبدالرحیم خان‌خانان در نزدیکی مجموعه نظام‌الدین اولیاء و در کنار آرامگاه همایون در دهلی واقع است و یکی از مراکز گردشگری این شهر به‌شمار می‌رود.